# Mosquée Abi Mnigel
La mosquée Abi Mnigel (arabe : مسجد بومنيجل أو أبي منيجل) est une mosquée tunisienne située au nord de la médina de Tunis, dans le faubourg de Bab Souika.

## Localisation
Elle se trouve au numéro 16 de la rue El Nfefta.

## Étymologie
Selon l'historien Mohamed Belkhodja, le nom de cet édifice a deux origines possibles : soit un saint homme méconnu, Sidi Bou Mnigel, soit le Tayr El Ababil (arabe : الطير الأبابيل), un oiseau sacré cité dans le Coran et ayant pour surnom Abi Mnigel.